# Vincent De Haître
Vincent De Haître, né le 16 juin 1994 à Ottawa, est un sportif canadien, qui participe à des compétitions de patinage de vitesse de cyclisme sur piste.

## Palmarès sur piste

### Jeux olympiques
- Tokyo 2020
  - 5e de la poursuite par équipes

### Championnats du monde
- Berlin 2020
  - 4e du kilomètre

### Coupe du monde
- 2018-2019
  - 2e de la poursuite par équipes à Cambridge

### Championnats panaméricains
- Cochabamba 2019
  -  Médaillé d'or de la poursuite par équipes (avec Jay Lamoureux, Derek Gee et Michael Foley)
  -  Médaillé de bronze du kilomètre

### Championnats du Canada
- 2013
  -  Champion du Canada du kilomètre
  - 3e de la vitesse
- 2016
  -  Champion du Canada du kilomètre
- 2018
  - 2e du kilomètre
  - 2e de la poursuite par équipes
  - 2e de course à l'américaine
- 2019
  -  Champion du Canada du kilomètre
  - 2e de la poursuite par équipes
  - 3e de course à l'américaine
- 2020
  -  Champion du Canada du kilomètre
  - 2e de la poursuite par équipes